# Спас Тумпаров
Спас Тумпаров е български учител, публицист и общественик.

## Биография
Роден е на 3 февруари 1838 година в Самоков. Син е на Иван Тумпарата, училищен настоятел от 1816 година до 1838 година. Според други източници баща му се е казвал Атанас Тумпаров.
Спас Тумпаров учи в земеделското училище в Загреб (1862 - 1865), следва земеделие (1872 – 1874) в град Крижевац, тогава в пределите на Австроунгарската империя. Завръща в Самоков през 1861 година и става учител (1866 - 1869). Учител е и в София през периодите 1869 – 1872 и 1875 – 1877 година.
Този образован самоковец е спечелил доверието на сподвижник на Васил Левски, за да приеме той от него препоръчително писмо до сигурни хора в Самоков. Участвал е в Самоковския учителски събор през 1874 година. Пише статии във вестниците „Турция“, „Век“ и „Ступан“.
Съпругата му Зюмбюля Тумпарова е учителка в Девическото училище от 1874 година. Тя въвела звучната метода на обучение, отворилa и неделно девическо училище.
След Освобождението е избран за председател на Софийския окръжен съвет. Като такъв е избран по право в Учредителното събрание в Търново през 1879 година. Избран е и за народен представител във II ВНС от Дупнишка околия.
Умира на 23 юли 1897 година.